# Chilostoma cingulellum
Chilostoma cingulellum é uma espécie de gastrópode  da família Helicidae.
Pode ser encontrada nos seguintes países: Polónia e Eslováquia.